# Winifred Wagner
Pour les articles homonymes, voir famille Wagner et Wagner.
Winifred Wagner, née Winifred Williams (devenue plus tard Winifred Klindworth par adoption) le 23 juin 1897 à Hastings (Grande-Bretagne) et morte le 5 mars 1980 à Überlingen (Allemagne), est la belle-fille de Richard Wagner. Elle fut notamment directrice du festival de Bayreuth et amie personnelle d'Adolf Hitler.

## Biographie

### Enfance et études
Winifred Williams naît le 23 juin 1897 à Hastings (Grande-Bretagne). Son père, John Williams, est un journaliste gallois et sa mère, Emily Florence Karop, une actrice. Elle perd ses parents avant l'âge de deux ans et est éduquée dans différents orphelinats, après avoir été élevée tour à tour par sa grand-mère en Grande-Bretagne et par des cousins éloignés en Allemagne.
À l'âge de neuf ans, à la suite d'une maladie, elle est adoptée par une lointaine cousine de sa mère, Henrietta Karop, et son mari Karl Klindworth, un musicien ami de Richard Wagner. Ils habitent Oranienbourg puis la banlieue de Berlin. La désormais Winifred Klindworth étudie à partir de 1913 au lycée de l'école navale d'Augusta.

### Mariage

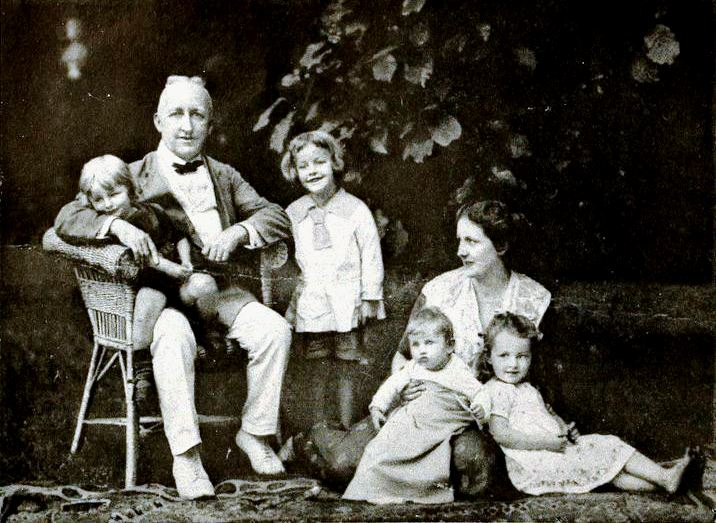
Winifred Wagner assise au sol en compagnie de ses enfants et de son époux Siegfried, en décembre 1922.

Elle rencontre Siegfried Wagner, fils de Richard Wagner au festival de Bayreuth, à l'été 1914, alors que son père adoptif l'y emmène pour assister aux répétitions générales. Il a 45 ans, elle en a 17. Elle fait aussi connaissance avec sa mère  Cosima Wagner (ancienne directrice du festival), et déclare à son propos : « Elle était toujours, malgré ses soixante-dix-sept ans, un personnage tout en grandeur, qui inspirait le respect. De sa voix mélodieuse, un peu grave, elle ne manquait jamais de m'adresser quelques mots aimables quand nous allions la saluer à notre arrivée ou au moment de nous retirer ».
Le couple se marie un an plus tard, le 22 septembre 1915. De leur union naîtront quatre enfants : Wieland (1917-1966), Friedelind (1918-1991), Wolfgang (1919-2010) et Verena (1920-2019).

### Adhésion au régime national-socialiste et amitié avec Adolf Hitler

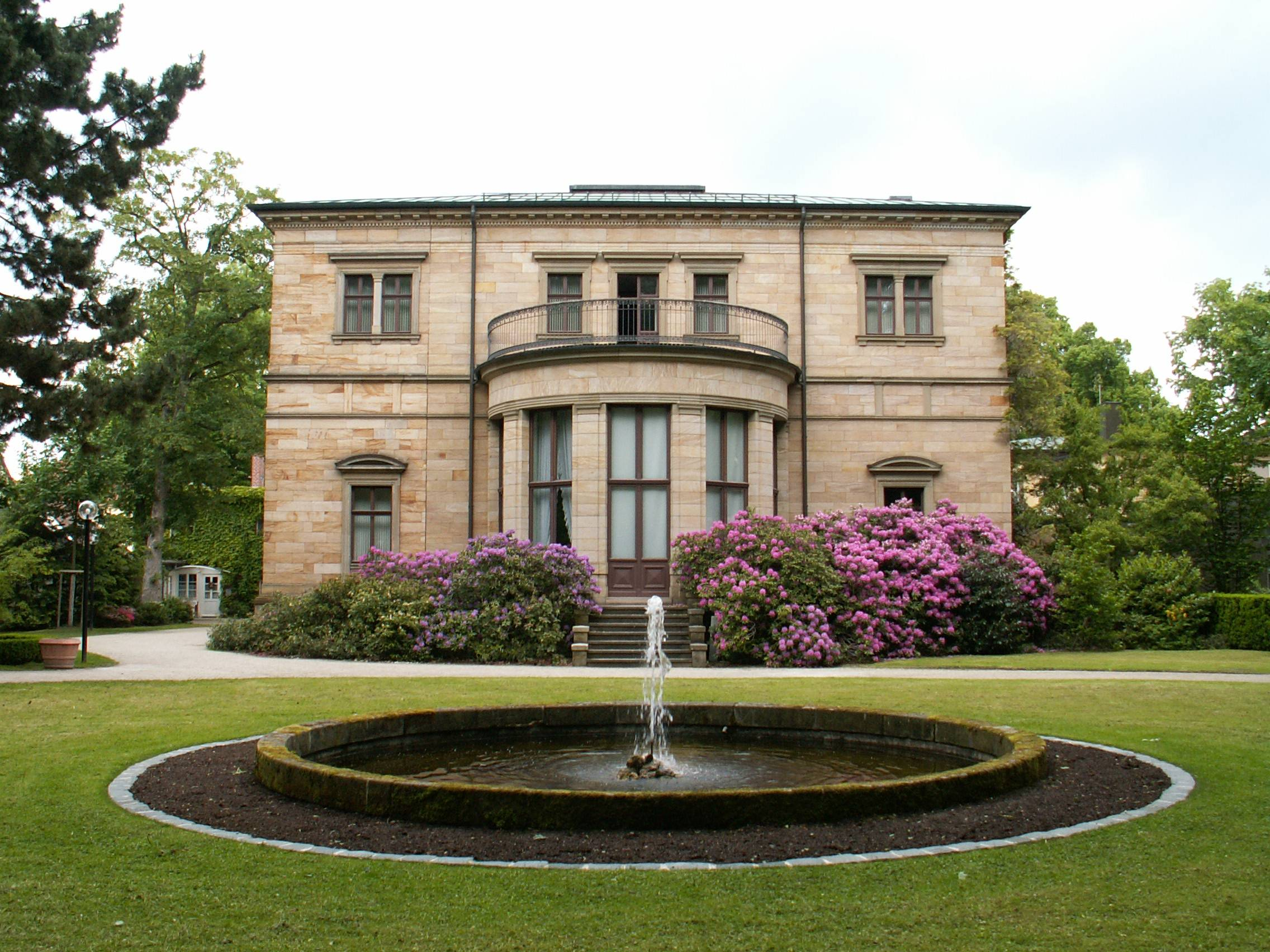
La villa Wahnfried, maison de Winifred et Siegried Wagner.

En 1929, Winifred Wagner adhère au Parti national-socialiste. En 1923, elle rencontre pour la première fois Adolf Hitler, qui admire la musique de Richard Wagner. Alors que Hitler était en prison à la suite de sa tentative de coup d'État manqué à Munich, elle lui fait parvenir le papier sur lequel il écrit Mein Kampf. À la fin des années 1930, elle est la traductrice personnelle d'Hitler pendant les négociations de traités avec l'Angleterre. Ce dernier est également un hôte fréquent de son ménage, au point que les enfants le connaissaient comme « l'oncle Wolf ».

#### Directrice du festival de Bayreuth
Après la mort de son époux en 1930, Winifred Wagner dirige le prestigieux festival de Bayreuth, jusqu'à la fin de la Seconde Guerre mondiale. Elle ne peut néanmoins conserver le poste de directrice et épouser un autre homme, comme le stipule le testament de Siegfried : certains historiens ont ainsi pu spéculer sur une éventuelle liaison avec Adolf Hitler contre les conséquences de laquelle Siegfried Wagner se serait prémuni en couchant sur papier des dispositions quant à l'accession de son épouse à la tête du festival.
Elle en fait un haut lieu du nazisme culturel, où se produisent des artistes comme Wilhelm Furtwängler, Karl Böhm, Richard Strauss ainsi que le baryton et SS Rudolf Bockelmann, chanteur favori du Führer, tandis que des musiciens opposés au régime comme Arturo Toscanini cessèrent d'y apparaître. Néanmoins, si l'amitié qui unit la directrice du festival et le chancelier est une évidence et que ce dernier en fait un rendez-vous mondain du régime, le fait que le national-socialisme ait eu une incidence décisive sur la nature du festival est un point plus ambigu. Ainsi, Winifred Wagner déclare : « Les faits sont les suivants. Il est de notoriété publique que, durant sa jeunesse, Hitler s'était familiarisé avec les œuvres de Wagner à l'Opéra de Linz et qu'il en était résulté chez lui une passion qui ne fit que s'accentuer au cours des années passées à Vienne, années au cours desquelles il manqua rarement une représentation de Wagner à l'Opéra National. À l'automne 1923, cet enthousiasme conduisit Hitler à pénétrer pour la première fois dans notre maison, ce qui fut à l'origine de notre longue amitié. En 1925, Hitler fut à nouveau invité au festival par Edwin Bechstein et son épouse. À cette époque déjà, sa présence irritait de nombreux esprits. Aussi lorsqu'il quitta Bayreuth, Hitler me promit-il d'y revenir seulement lorsqu'il ne risquerait plus de porter préjudice à l'entreprise, et qu'au contraire il aurait l'espoir de pouvoir lui être utile. Il respecta cette décision jusqu'en 1933, date à laquelle il devint un habitué des festivals. Il est à préciser qu'il achetait ses cartes d'entrée, pour lui-même et son entourage. Dans l'enceinte du Festspielhaus, il n'admettait aucune ovation de la part du public, consigne qui fut strictement respectée. Concernant l'embauche des artistes, Hitler n'exprima qu'une seule fois un « désir » : à l'occasion d'une nouvelle mise en scène de Parsifal, il proposa comme metteur en scène le célèbre artiste Alfred Roller, de l'Opéra national de Vienne. Malheureusement, à cette époque, Roller était déjà très malade et son travail ne nous donna pas entière satisfaction, de sorte que nous dûmes nous passer de sa collaboration, et que nous confiâmes le soin de réaliser de nouvelles esquisses à mon fils Wieland. Hitler se soumit sans protester à notre décision. Lorsque Goebbels exigea l'incorporation du festival de Bayreuth à la Chambre du théâtre du Reich et que je m'y opposai en raison de certaines clauses dont le caractère était incompatible avec l'activité du festival, je m'adressai à Hitler, qui partagea mon opinion et récusa les exigences de Goebbels. [...] J'ajouterai que ni Tietjen [le metteur en scène], ni Preetorius [le décorateur], ni Furtwängler [le chef d'orchestre] n'ont été membres du Parti et que, pour ma part, j'ai toujours eu la possibilité de travailler avec des collaborateurs juifs ou de parenté juive, jusqu'à leur émigration. ». 
Ainsi, malgré les amitiés de la directrice, le festival est demeuré artistiquement parlant indépendant, la déclaration de Winifred Wagner se vérifiant d'un point de vue historique et étant corroborée par l'ouvrage Winifred Wagner oder Hitlers Bayreuth de l'historienne allemande Brigitte Hamann. De même l'esprit d'innovation de Winifred en épurant les décors et faisant produire des chefs d'orchestre tels que Richard Strauss, Wilhelm Furtwängler ou Victor de Sabata et des solistes comme Maria Müller, Germaine Lubin, Max Lorenz, Franz Völker ou Rudolf Bockelmann ne peut pas réduire le travail de la directrice à ses seules connivences politiques et amicales.

### Après la Seconde Guerre mondiale
Lors de l'effondrement du Troisième Reich, le tribunal de dénazification lui interdit de s'occuper du festival de Bayreuth. Elle remet alors la direction de l'événement entre les mains de ses fils Wieland et Wolfgang qui ouvrent en 1951 le « nouveau Bayreuth », inauguré par la Neuvième symphonie de Beethoven, dirigée par Wilhelm Furtwängler et enregistrée par Walter Legge. Cet enregistrement est considéré par toute la critique musicale, d'André Tubeuf à John Ardoin, comme un sommet du genre ; EMI le réédite régulièrement depuis lors.
En 1975-1976, elle est interviewée par le cinéaste Hans-Jürgen Syberberg pour son film Winifred Wagner und die Geschichte des Hauses Wahnfried von 1914-1975  (Winifred Wagner et l'histoire de la maison Wahnfried de 1914 à 1975) et lui tient les propos suivants à propos du Führer : « L'avoir rencontré est une expérience que je n'aurais pas voulu rater ». 
Elle déclare aussi, quand son interlocuteur lui demande ce qu'elle ferait si Adolf Hitler était sur le pas de la porte : « Je l'accueillerais comme l'ami qu'il a toujours été à la maison ». Ces déclarations conduisent son fils Wolfgang Wagner à ne pas accepter sa présence au centenaire du festival (1976).
Elle meurt à Überlingen sur les rives du lac de Constance, le 5 mars 1980, à l'âge de 82 ans.